# Ards FC
Der FC Ards (offiziell: Ards Football Club) ist ein Fußballverein aus Newtownards im nordirischen Distrikt Ards. Der Verein wurde 1900 gegründet und spielt derzeit in der 1. nordirischen Liga, in der er von 1922 bis 1940, 1947–1998, 2001–2006 und 2013 vertreten war. Die erfolgreichste Zeit war neben der Meisterschaft 1958 das Jahr 1974, in den man gleich drei Titel gewinnen konnte.

## Geschichte

### Gründung
Im Jahre 1900 bildeten Fabrikarbeiter von Newtownards eine Fußballmannschaft. Der Platz, auf dem sie anfangs spielten, ist mittlerweile der Airport. In den ersten Jahren spielte man bis zum Ausbruch des Ersten Weltkrieges in Amateurligen. Nach dem Krieg entwickelte sich der Verein rasch und es gelang 1922 der Aufstieg in die erste Liga.
Im selben Jahr wurde das Gelände an der Portaferry Road eröffnet. Der Castlereagh Park wurde die neue Heimat. Die erste Saison endete mit dem 9. und vorletzten Platz.
Die Saison 1926/27 endete mit Platz 5, und im Pokalfinale wurde der erste Titel gegen den Cliftonville FC mit 3:2 gewonnen. In den Jahren 1928 und 1934 unterlag man im County Antrim Shield Pokal jeweils dem FC Linfield.
1936 wurde der Verein von hiesigen Geschäftsleuten mit einer 3.000 £ Spende unterstützt, damit man die Mannschaft halten konnte. Von 1940 bis 1946 war der Verein nicht mehr erstklassig.

### Nachkriegszeit
Der Aufstieg gelang dann 1947 wieder. In den Folgejahren war das Team nur Mittelmaß. Die guten Spieler wechselten zu englischen Klubs. Im Jahr 1952 wurde wieder das Pokalfinale erreicht. Der amtierende Meister FC Glentoran wurde vor 15.000 Zuschauern im Windsor Park mit 1:0 bezwungen. Im Jahr 1953 wurde erst George R. Eastham als Spielertrainer unter Vertrag genommen. Im selben Jahr kam auch sein Sohn George Eastham für drei Jahre zum FC Ards. 1955 kam dann Billy Humphries zum FC Ards. Er ist mittlerweile zur Legende geworden und war Mitglied der Meistermannschaft von 1958.
Die Meisterschaft wurde mit 16 Siegen, vier Unentschieden und zwei Niederlagen gewonnen. Nach dem Titelgewinn wechselte Humphries nach Leeds United. Dort fühlte er sich anscheinend nicht wohl und wechselte 14 Monate später zurück zum FC Ards. Auch George R. Eastham verließ den Verein in Richtung Accrington Stanley, kam 1964 zurück, wurde aber 1970 wieder entlassen. Sein Nachfolger wurde Billy Humphries.
Das erste Spiel im Europapokal der Landesmeister 1958/59 wurde am 17. September 1958 im Windsor Park, Belfast gegen Stade Reims ausgetragen, und ging mit 1:4 verloren. Alle vier Gegentore erzielte der Torschützenkönig der WM 1958 Just Fontaine. Auch das Rückspiel in Paris verlor man mit 2:6.
Geschäftsführer war zu dieser Zeit Harry Cavan, der es später zum Vizepräsidenten der FIFA von 1960 bis 1990 gebracht hatte. Den Pokal gewann der Verein dann wieder 1969 mit 4:1 nach Verlängerung gegen Distillery FC, wobei Billy McAvoy alle vier Tore erzielte. Insgesamt erzielte er 301 Treffer für den Klub, ein Rekord, der bis heute unerreicht ist.
1974 wurde zum vierten Mal der Pokal gewonnen. Ballymena United wurde 2:1 geschlagen.
Im Europapokal der Pokalsieger war der Verein zweimal vertreten, und im UEFA-Pokal einmal.

## Erfolge
- Nordirischer Meister (1): 1958
- Liga Cupsieger (1): 1995
- Nordirischer Pokalsieger (4): 1927, 1952, 1969, 1974
- County Antrim Shield Sieger (2): 1956, 1972
- Gold-Pokalsieger (1): 1974
- Ulster-Pokalsieger (1): 1974

## Europapokalbilanz
| Saison  | Wettbewerb                    | Runde        | Gegner                | Gesamt | Hin       | Rück    |
| ------- | ----------------------------- | ------------ | --------------------- | ------ | --------- | ------- |
| 1958/59 | Europapokal der Landesmeister | Vorrunde     | Stade de Reims        | 03:10  | 1:4 (H)   | 2:6 (A) |
| 1969/70 | Europapokal der Pokalsieger   | 1. Runde     | AS Rom                | 1:3    | 0:0 (H)   | 1:3 (A) |
| 1973/74 | UEFA-Pokal                    | 1. Runde     | Standard Lüttich      | 4:8    | 3:2 (H)   | 1:6 (A) |
| 1974/75 | Europapokal der Pokalsieger   | 1. Runde     | PSV Eindhoven         | 01:14  | 00:10 (A) | 1:4 (H) |
| 1997    | UEFA Intertoto Cup            | Gruppenphase | Royal Antwerpen       | 0:1    | 0:1 (H)   |         |
| 1997    | UEFA Intertoto Cup            | Gruppenphase | Nea Salamis Famagusta | 1:4    | 1:4 (A)   |         |
| 1997    | UEFA Intertoto Cup            | Gruppenphase | AJ Auxerre            | 0:3    | 0:3 (H)   |         |
| 1997    | UEFA Intertoto Cup            | Gruppenphase | FC Lausanne-Sport     | 0:6    | 0:6 (A)   |         |

Gesamtbilanz: 12 Spiele, 1 Sieg, 1 Unentschieden, 10 Niederlagen, 10:49 Tore (Tordifferenz −39)